# هاري بوتر وكأس النار (موسيقى تصويرية)
أُصدرت الموسيقى التصويرية لفيلم هاري بوتر وكأس النار في 15 نوفمبر 2005، ألّفها باتريك دويل، وأشرف على قيادتها جيمس شيرمان، وسُجلت في استوديوهات تسجيلات مستقلة مرتبطة [الإنجليزية] داخل قاعة ليندهيرست، وتنفيذ أوركسترا لندن السيمفونية [الإنجليزية]، بمشاركة دويل وشيرمان، ولورنس أشمور، وجون بيل، وبراد ديكتر، ونيكول نيفين وجيمس مكويليام في التوزيع الموسيقي. تضمنت الموسيقى التصويرية ثلاثة موضوعات جديدة رئيسية، أحدها يُمثل بطولة السحرة الثلاثية، والآخر يُمثل اللورد فولدمورت، والثالث يُعبر عن إعجاب هاري بوتر بتشو تشانغ. كما دُمجت نسخة من لحن هيدويغ ضمن موسيقى هذا الجزء.
دخلت موسيقى هاري بوتر وكأس النار قائمة بيلبورد 200 في المرتبة الثامنة والسبعين للأسبوع المنتهي في 3 ديسمبر، كما احتلت المرتبة الرابعة في قائمة أفضل الموسيقى التصويرية.